# 2 Pedro 3
2 Pedro 3 é o terceiro e último capítulo da Segunda Epístola de Pedro, de autoria do Apóstolo Pedro, que faz parte do Novo Testamento da Bíblia.

## Estrutura
I. Predições acerca dos escarnecedores, da chegada do dia do Senhor e exortação à firmeza
1. O propósito da carta, v. 1,2
2. O argumento dos escarnecedores, v. 3,4
3. A ignorância dos contestadores
a) Acerca do Antigo Testamento, v. 5,6
b) Acerca da preservação do mundo presente para um juízo severo, v. 7
4. Explicação para a demora divina
a) Duração de um dia para Deus, v. 8
b) A misericórdia divina aplaca o castigo, v. 9
5. A certeza da chegada do dia do Senhor, v. 10
6. A atitude e a esperança dos crentes, v. 11-14
7. Recomendação acerca das cartas de Paulo e advertência contra a distorção das Escrituras, v. 15,16
8. Exortação à firmeza e ao crescimento espiritual, v. 17,18